# Helena Mesa
Pour les articles homonymes, voir Mesa.
Helena Mesa (née en 1972) est une poétesse américaine.

## Biographie
Helena Mesa, fille de parents cubains, est née et a passé son enfance à Pittsburgh. Elle commence a écrire pour Writers in the Schools (WITS) à Houston. Elle obtient une licence à l'Université de l'Indiana, un master d'arts appliqués à l'Université du Maryland et passe son doctorat à l'Université de Houston.
En 2010, elle séjourne à la résidence des Writers in the Heartland. 
Actuellement, elle vit à Ann Arbor et est lectrice d'anglais à l'Albion College.

## Œuvres
Helena Mesa est l'auteure du recueil de poésies Horse Danse Underwater (Cleveland State University Poésie Center, 2009) et co-éditrice d'une anthologie d'essais, écrite avec Blas Falconer et Beth Martinelli, intitulée Mentor and Muse: Essays from Poets to Poets (Southern Illinois University Press, 2010).
Les poèmes de Mesa ont paru dans des revues telles que Barrow Street, Bat City Review, Indiana Review, Poet Lore et Third Coast.